# Společnost za veselejší současnost

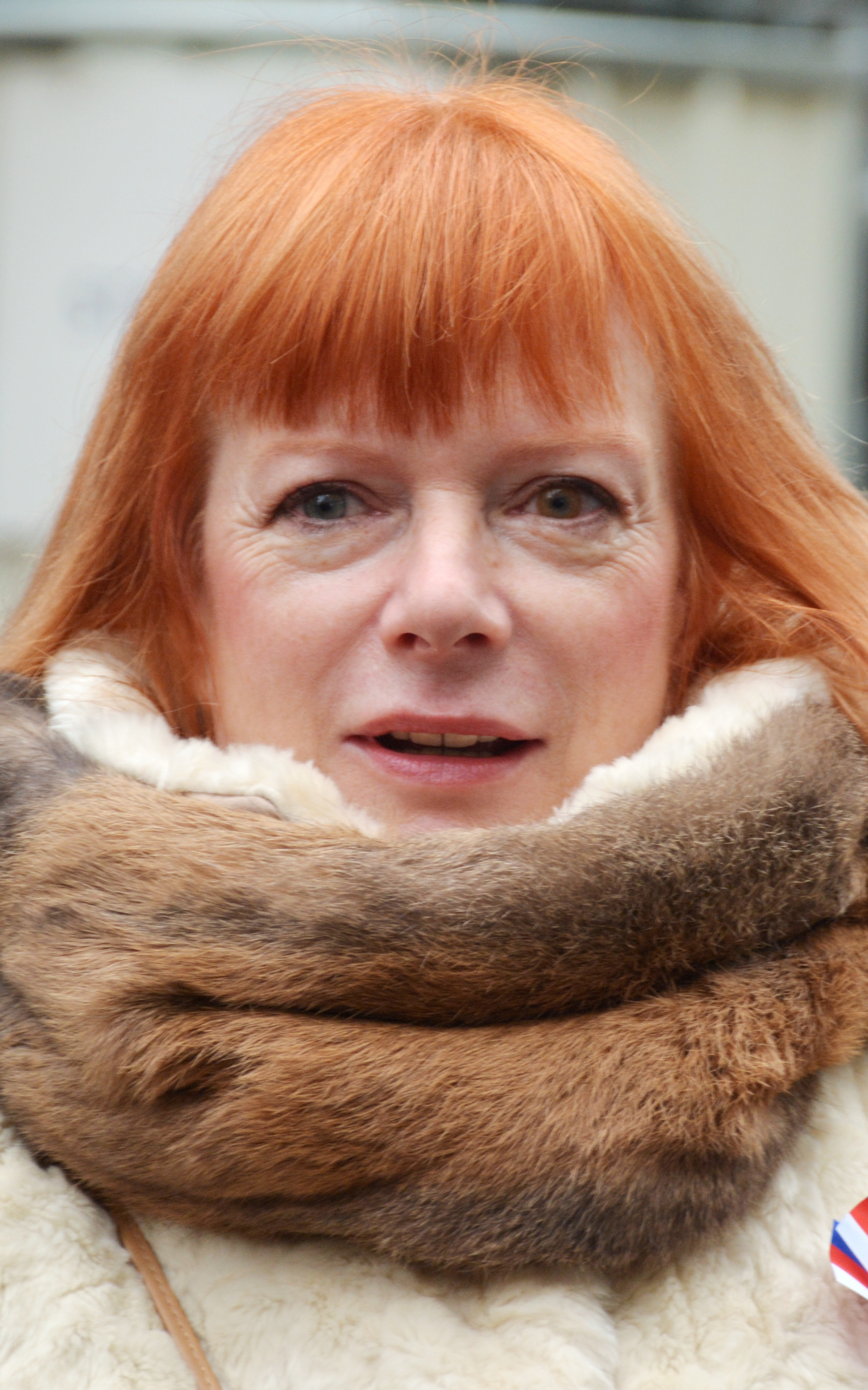
Spoluzakladatelka SVS Bára Štěpánová

Společnost za veselejší současnost (SVS) bylo neoficiální protikomunistické hnutí, existující v Československu na sklonku osmdesátých let 20. století. Zakladateli a předními představiteli SVS byli Luboš Rychvalský a Bára Štěpánová. Činnost skupiny, realizovaná především v Praze, spojovala odpor proti režimu s prvky studentské recese a uměleckého happeningu.

## Vznik
Iniciativa byla založena Lubošem Rychvalským, tehdy zaměstnaným na pozici nočního hlídače, herečkou Bárou Štěpánovou a studentem a ochotníkem Petrem Paynem 1. května 1989 v pražské kavárně Slávie. Jedním z okamžitých podnětů pro vznik byly výkřiky několika protestujících lidí s transparenty směrem ke generálnímu tajemníkovi KSČ Miloši Jakešovi na tribuně při průvodu na oslavách 1. Máje. Od února toho roku byla navíc přijata nařízení rozšiřující pravomoci pořádkových složek při zásahu proti demonstrantům (tzv. Obuškový zákon). Východiskem k možnosti protestovat s minimální možností postihu se zakladatelům zdála nejlépe vhodná forma satirických akcí s cílem represivní moc státu především zesměšnit. Ještě toho dne se v odpoledních hodinách uskutečnil první satirický happening Běh ulicí Politických vězňů v ulici Politických vězňů na Novém Městě v Praze.
SVS sdružovala od počátku protirežimně laděné intelektuály, příslušníky undergroundu a občany, kteří se rozhodli protestovat proti tehdejšímu totalitnímu komunistickému zřízení formou komediálních happeningů s použitím větších skupin lidí, převleků či rekvizit. Některé akce iniciativy byly tak často problematicky postižitelné Veřejnou bezpečností (VB), jejíž pozornost často poutaly, neboť jejich politický podtext byl vyjádřen divadelní, až karnevalovou formou. Ústřední organizační dvojici následně tvořili Štěpánová a Rychvalský. Oba byli předtím trestně stíháni kvůli potyčce s příslušníky VB na demonstraci 28. října 1988, oba soud v lednu 1989 osvobodil, neboť si výpovědi zasahujících policistů protiřečily.
Inspirací k činnosti skupiny byla Oranžová alternativa, recesistické hnutí s podobným programem působící od roku 1986 v Polsku. Happeningy a satirické akce pořádalo mj. také pražské hnutí České děti založené na jaře 1988 Petrem Placákem.

## Provedené akce

### Běh ulicí Politických vězňů

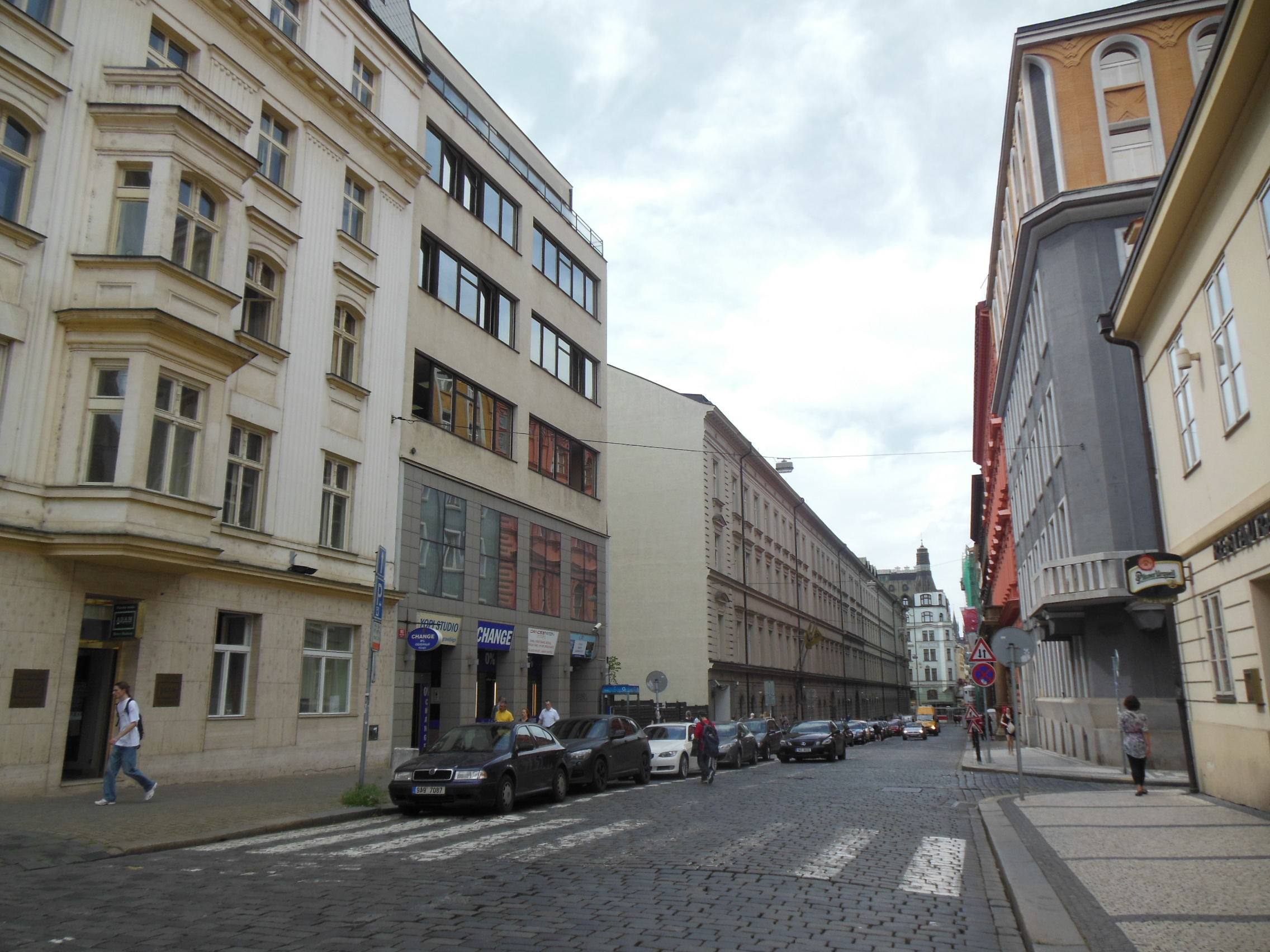
Ulice Politických vězňů, místo pravidelných konání Běhu ulicí Politických vězňů

1. května 1989 se v odpoledních hodinách sešlo několik členů čerstvě založeného hnutí na nároží ulice Politických vězňů, u Petschkova paláce (někdejšího sídla pražského gestapa, po kterém dostala ulice svůj název). Na tomto místě bylo vyhlášeno zahájení Běhu ulicí Politických vězňů za práva politických vězňů, kdy účastníci proběhnou pod pamětní deskou s citátem Julia Fučíka Lidé, bděte!. Běh měl být následně pravidelně opakován a každý den adresován jiným zadržovaným politickým vězňům, tento princip popsali organizátoři sloganem Dnes běžíme my za vás, zítra poběžíte vy za nás!. Následně se skupina rozběhla směrem k ulici Opletalova, minula památník a zastavila se před budovou hlavní pošty v Jindřišské ulici.
SVS následně vydala prohlášení, ve kterém vyzývala k individuální či kolektivní účasti v běhu a požádala o zaslání dopisu na adresu Rychvalského a Štěpánové se jmény běžců k zápisu do seznamu účastníků. Zejména díky zveřejnění prohlášení ve vysílání ze zahraničí vysílající radiostanice Svobodná Evropa se podle evidence organizátorů zúčastnilo jen do konce května 1989 Běhu ulicí Politických vězňů na 600 registrovaných běžců. Veřejná bezpečnost zanedlouho registrovala podezřelé hloučky spěchajících v ulici, někteří zúčastnění si s sebou na trasu záměrně brávali zavazadla či nákupní tašky, a zasahujícím policistům následně tvrdili, že pouze spěchají z Hlavního nádraží k Václavskému náměstí na tramvaj či metro.
K výzvám k legitimování se a zatýkání v rámci akce nicméně průběžně docházelo. 8. září bylo zadrženo 8 osob, při následném předvedení a výslechu byl neuniformovanými příslušníky SNB těžce zraněn na hlavě Josef Štochl.

### Neúspěšná akce
15. srpna 1989 se sešla osmice členů SVS na Můstku, v ulici Na Příkopě, kde v přestrojení za příslušníky VB, v tomto pojetí tzv. Veselé bezpečnosti, simulovali policejní zásah proti asi 60 účastníkům protestního pochodu, který probíhal od 1. do 21. srpna jako připomínka invaze vojsk Varšavské smlouvy do Československa 21. srpna 1968. Skupina se vybavila sportovními či motocyklovými helmami, plastovými vodními pistolemi, plastovou atrapou psa, a také okurkami a salámy, kterých využívala k imitaci policejních obušků. Na místě byla akce přijata s všeobecným pobavením, je také doloženo, že o události bylo informováno několik vysokých představitelů KSČ včetně Miloše Jakeše.

### Intervence velryb
20. srpna 1989 okolo 7. hodiny večer, den před výročím invaze 21. srpna, spustila SVS v okolí ostrova Kampa do Vltavy několikametrový plovoucí model velryby vyrobený ze dřeva a papíru. Samotnou událost doprovázela mystifikace o astrologické předpovědi připlutí modré velryby do Prahy, účastníci akce, soustředění především na Karlově mostě, byli o záměru informováni formou zveřejněného prohlášení, a také na místě díky čtyřjazyčným letákům. Alegorické plavidlo překonalo jez pod Kampou, podeplulo Karlův most a následně bylo odvlečeno příslušníky VB na gumových člunech ke Klárovu, kde objekt zničili. Druhý den byli organizátoři plavby předvoláni na služebnu SNB, aby si vyzvedli zbytky modelu velryby, které byly pak v rámci divadelní performance za účasti bratří Matěje a Petra Formanů nebo Evy Holubové slavnostně pochovány.

## Sametová revoluce
Členové SVS se po 17. listopadu 1989 aktivně zapojovali do procesů a organizací protestů v rámci tzv. sametové revoluce, která ukončila totalitní komunistické zřízení v Československu. Za nových společenských podmínek již činnost iniciativy postrádala opodstatnění. Bára Štěpánová v letech 1990 až 1992 působila jako sekretářka prezidenta Václava Havla. Ten se také osobně zúčastnil svatby Štěpánové s Lubošem Rychvalským v roce 1990.